# فيكي غيتس
فيكي غيتس (بالإنجليزية: Vickie Gates)‏ هي ممثلة بريطانية، ولدت في 1974.

## وصلات خارجية
- فيكي غيتس على موقع IMDb (الإنجليزية)
- فيكي غيتس على موقع كينوبويسك (الروسية)